# Tan Xueqin
Tan Xueqin es una deportista china que compite en taekwondo. Ganó una medalla de bronce en el Campeonato Mundial de Taekwondo de 2019, en la categoría de –46 kg.

## Palmarés internacional
| Campeonato Mundial | Campeonato Mundial       | Campeonato Mundial | Campeonato Mundial |
| Año                | Lugar                    | Medalla            | Categoría          |
| ------------------ | ------------------------ | ------------------ | ------------------ |
| 2019               | Mánchester (Reino Unido) | Medalla de bronce  | –46 kg             |